# Усермонту
Усермонту (предположительно, имел также имя Монфусер) — фараон Древнего Египта из XIII династии эпохи Второго переходного периода.
Усермонту известен только из двух каменных фрагментов, которые были найдены в храме Ментухотепа II в Дейр-эль-Бахри. Его точная идентификация является неопределенной, возможно, его можно отождествлять с правителем, у которого было известно ранее только тронное имя. Юрген фон Беккерат относит Усермонту к XIII династии.